# Jerzy Wysocki (samorządowiec)
Jerzy Józef Wysocki (ur. 4 października 1966 w Chełmcach) – polski samorządowiec, w latach 1998–2014 burmistrz Milanówka, od 2017 zastępca burmistrza gminy Brwinów.

## Życiorys
Ukończył studia na Wydziale Geologii Uniwersytetu Warszawskiego, następnie studiował podyplomowo kształtowanie i ochronę środowiska na macierzystej uczelni oraz zarządzanie jednostkami samorządu terytorialnego w Szkole Głównej Handlowej.
W 1991 uzyskał zatrudnienie w Urzędzie Miejskim Milanówka, pracował m.in. na stanowisku kierowniczym w Referacie Ochrony Środowiska. W 1998 objął obowiązki burmistrza Milanówka, a w wyborach bezpośrednich w 2002 i w 2006 uzyskiwał reelekcję z ramienia KKW „Milanówek – dziś i jutro”. W wyborach w 2010 ponownie ubiegał się o wybór na to stanowisko, uzyskując w II turze 59,67%. W 2004 został wybrany prezesem zarządu Stowarzyszenia Gmin Zachodniego Mazowsza „Mazovia”. W roku 2014 w II turze głosowania przegrał wybory na stanowisko burmistrza gminy Milanówek.
Po zakończeniu swojej ostatniej kadencji burmistrza pracował w Pałacu Kultury i Nauki, gdzie zajmował stanowisko dyrektora technicznego. 1 stycznia 2017 objął stanowisko drugiego zastępcy burmistrza Brwinowa.
Jest żonaty, ma dwóch synów.